# Nice to Be Around
«Nice to Be Around» es una canción escrita por Paul Williams y compuesta por John Williams como tema de la película de 1973, Cinderella Liberty. En enero de 1974, Maureen McGovern versionó la canción y la publicó como el sencillo principal de su segundo álbum de estudio, Nice to Be Around.

## Recepción de la crítica
Un escritor no especificado de Record World calificó el sonido suave de la canción como “agradable”. Un escritor no especificado de Cash Box describió «Nice to Be Around» como “una balada suave y bonita”.

## Galardones
| Año  | Premio        | Categoría              | Destinatario                                     | Resultado | Ref.  |
| ---- | ------------- | ---------------------- | ------------------------------------------------ | --------- | ----- |
| 1974 | Premios Óscar | Mejor Canción Original | - John Williams (música) - Paul Williams (letra) | Nominados | [ 3 ] |

## Créditos y personal
Créditos adaptados desde las notas de álbum de Nice to Be Around.
Músicos
- Maureen McGovern – voces
- Bob Fraser – guitarra
- Bill Severance – batería
- Gil Leib – piano
- Dave Taddie – clavecín
- Jimmie Haskell – arreglos
- Sid Sharp – conductor

Personal técnico
- Carl Maduri – productor
- Arnie Rosenberg – ingeniero de audio
- John Nebe – ingeniero asistente

## Posicionamiento
| Gráfica (1974)                                        | Pico de posición |
| ----------------------------------------------------- | ---------------- |
| Estados Unidos (Billboard Bubbling Under the Hot 100) | 101              |
| Estados Unidos (Billboard Top 50 Easy Listening)      | 28               |
| Estados Unidos (Cash Box Top 100 Singles)             | 96               |
| Canadá (RPM Top Singles)                              | 88               |
| Canadá (RPM Pop Music Playlist)                       | 8                |